# Greyhound Lines
Greyhound Lines, Inc., (Líneas Greyhound; "Greyhound" es "galgo inglés") con sede en Dallas, Texas, es un operador interestatal de autobuses de pasajeros con más de 3700 destinos en Estados Unidos, Canadá y México. Fue fundada en Hibbing (Minnesota) y en la actualidad es una filial de Flix SE.
Junto con la marca Greyhound y su subsidiaria Greyhound Express, la empresa opera o co-opera las marcas BoltBus, NeOn y YO! Bus.

## Historia

### Primeros años
Carl Eric Wickman nació en Suecia en 1887. En 1905 se trasladó a los Estados Unidos, en donde trabajó en una mina como operador de taladro en Alice (Minnesota), hasta que fue despedido en 1914. Ese mismo año, se convirtió en vendedor de Hupmobile en Hibbing (Minnesota), y usando el último vehículo que le quedaba, un móvil de 7 pasajeros, inició un servicio de bus con Andy Anderson y C. A. A. Heed, transportando mineros de hierro desde Hibbing hasta Alice (conocida por sus salones) a 15 centavos por viaje.
En 1915, Wickman unió fuerzas con Ralph Bogan, que poseía un servicio similar desde Hibbing hacia Duluth. El nombre de la nueva empresa fue Mesaba Transportation Company, y obtuvo 8000 dólares en ganancias durante su primer año.
Al finalizar la Primera Guerra Mundial en 1918, Wickman adquirió 18 buses y obtenía ganancias de 40000 dólares. En 1922, Wickman se unió con Orville Caesar, propietario de Superior White Bus Lines. Cuatro años más tarde, Wickman alcanzó un acuerdo con dos operadores de autobuses en la Costa Oeste: Pickwick Lines y Pioneer Yelloway System.
En 1926, las operaciones de autobuses de Wickman se hicieron conocidas como Greyhound Lines. Un momento importante de la historia de Greyhound ocurrió cuando Ed Stone fijó una ruta desde Superior (Wisconsin) hasta Wausau (Wisconsin). La historia del nombre Greyhound se remonta a una historia que dice que durante su viaje inaugural, pasando por un pequeño pueblo del norte de Wisconsin, Stone vio el reflejo de un autobús en la ventana de una tienda, el cual le recordó a un galgo inglés y adoptó dicho nombre para ese segmento de Blue Goose Lines, el cual era el nombre con que eran conocidas las líneas de Wickman en ese entonces; posteriormente todo el sistema se denominaría Greyhound. Stone posteriormente se convertiría en gerente de la división de autobuses y camiones de General Motors, la cual construía los autobuses de Greyhound. Wickman, como presidente de la empresa, continuó expandiéndola de tal modo que en 1927 sus buses ya realizaban viajes interestatales desde California hasta Nueva York. En 1928, Greyhound tenía un ingreso anual de 6 millones de dólares.

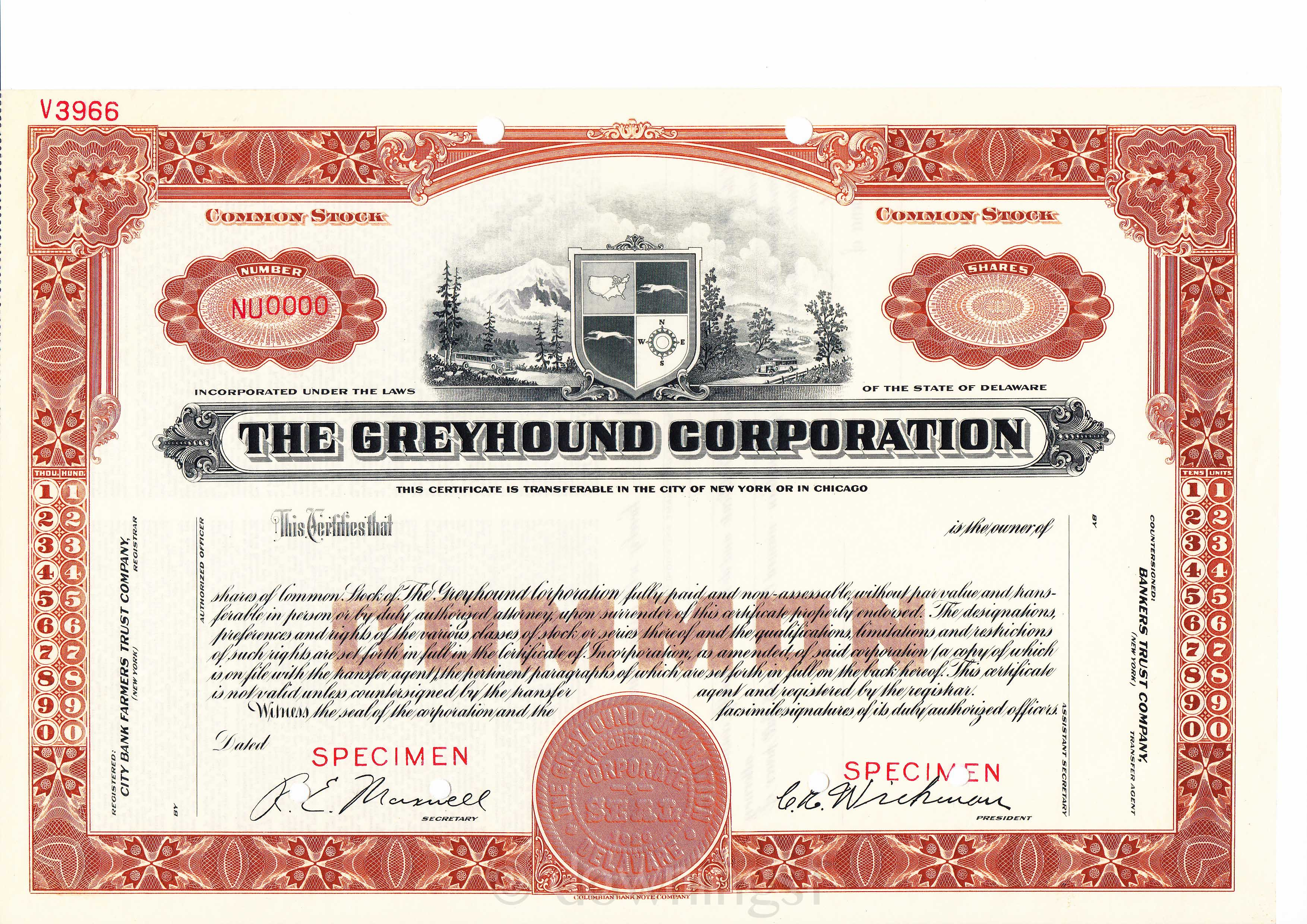
Certificados de acciones de 1936 #0000.

Los negocios de Wickman sufrieron durante la Gran Depresión, y para 1931 las deudas superaban el millón de dólares. Sin embargo, con la posterior mejora de la economía, Greyhound Corporation comenzó a prosperar nuevamente. En 1935, Wickman anunció que los ingresos alcanzaban un récord de 8 millones de dólares. Al desencadenarse la Segunda Guerra Mundial, la empresa tenía 4750 estaciones y casi 10000 empleados.
Wickman se retiró como presidente de Greyhound Corporation en 1946, siendo reemplazado por Caesar. Wickman falleció a los 67 años en 1954.

### Expansión posguerra y diversificación

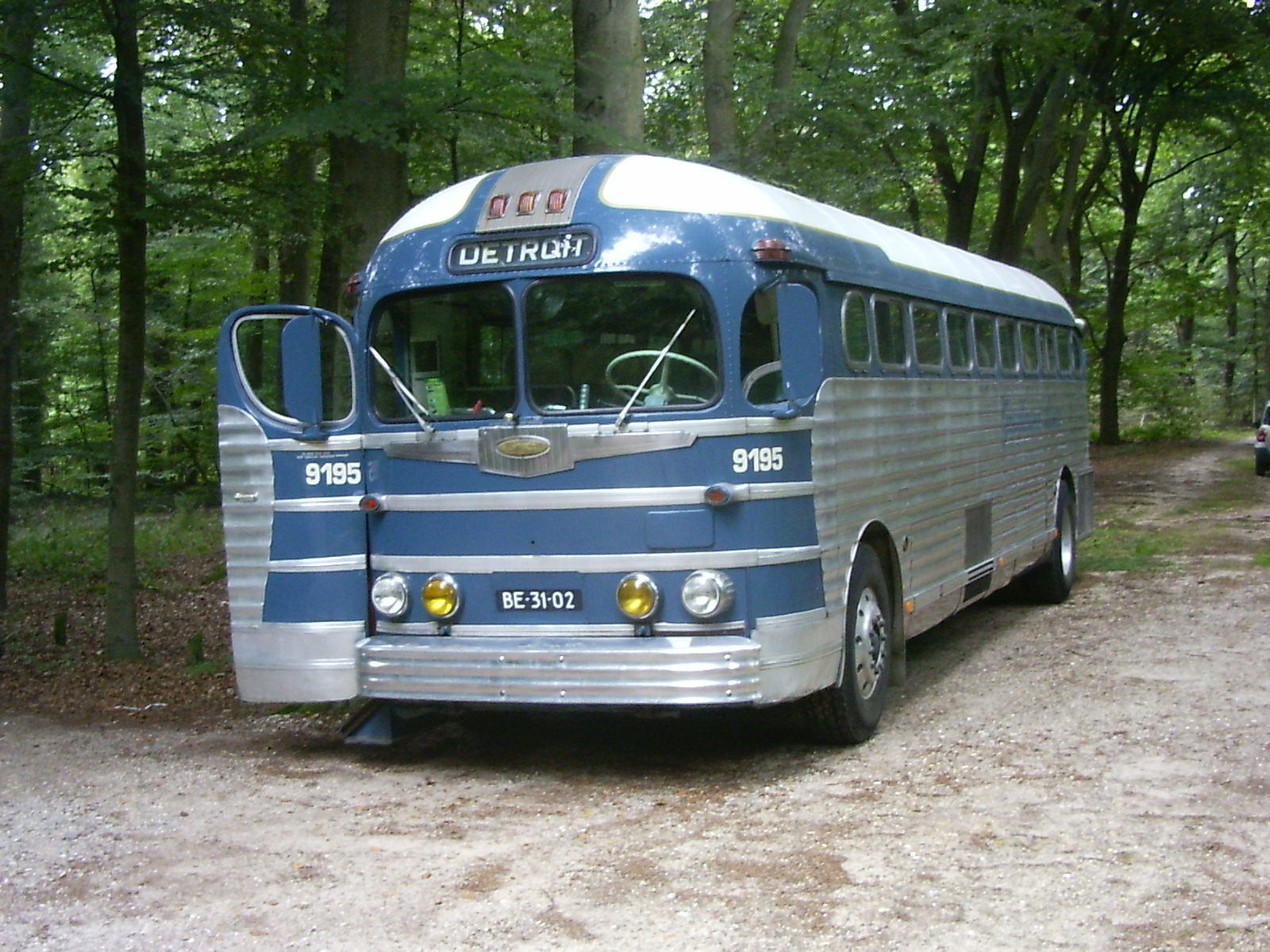
Autobús Greyhound GMC PD-3751 "Silversides" con su librea de los años 1950.

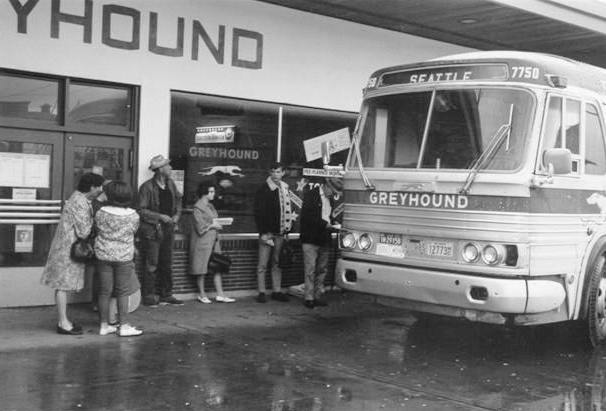
Autobús GMC PD-4106, listo para abordar en Salem, Oregon para un viaje al norte de Seattle en la entonces nueva Interestatal 5 en el otoño de 1965.

Después de la Segunda Guerra Mundial, y con el inicio de la construcción del Sistema Interestatal de Autopistas en 1956, la posesión y viaje en automóviles se convirtió en el modo predilecto para viajar en los Estados Unidos. Junto con un decaimiento del transporte público en general, la cantidad de pasajeros en las rutas de autobuses Greyhound y Trailways comenzaron lentamente a disminuir.
Greyhound inició una serie de cambios significativos, incluyendo el uso de las operaciones de autobuses rentables para invertir en otras industrias. Hacia los años 1970, Greyhound había trasladado su sede central a Phoenix, Arizona y era una empresa diversificada, con holdings en todo desde la empresa de empacado de carne Armour (la cual era dueña de la popular marca de jabón desodorante Dial), adquirida en 1970; la empresa de giros de dinero Traveller's Express, la fabricante de autobuses MCI, e incluso poseía leasing sobre aerolíneas. La empresa también comenzó a emplear a chóferes afroamericanos y mujeres a fines de la década.
Para muchos jóvenes europeos, Greyhound era la mejor forma de conocer los Estados Unidos debido a su especial oferta de kilometraje ilimitado: "99 days ofr US$99" ("99 días por 99 dólares", equivalentes a 781,2 dólares actuales) o, en otras palabras, un dólar por día, que permitía viajar a cualquier lugar, desde cualquier ciudad y hacia cualquier destino.
Greyhound creó la Premier Cruise Line en 1983. Existió hasta 2000 y en su momento fue conocida como la "Línea Oficial de Cruceros de Walt Disney World".
A fines de 1984, Greyhound tuvo una gran huelga de chóferes. En aquel tiempo las negociaciones de contratos se realizaron nuevamente, tres años después, y la línea de autobuses se había separado de la empresa mayor para pertenecer a nuevos dueños. Esto resultó en que Greyhound Lines se convirtió solamente en una empresa de transportes encabezada por Fred Currey, un exejecutivo con el mayor miembro de National Trailways Bus System. La sede central corporativa de Greyhound fue reubicada en Dallas, Texas.

### Separación de Dial Corporation

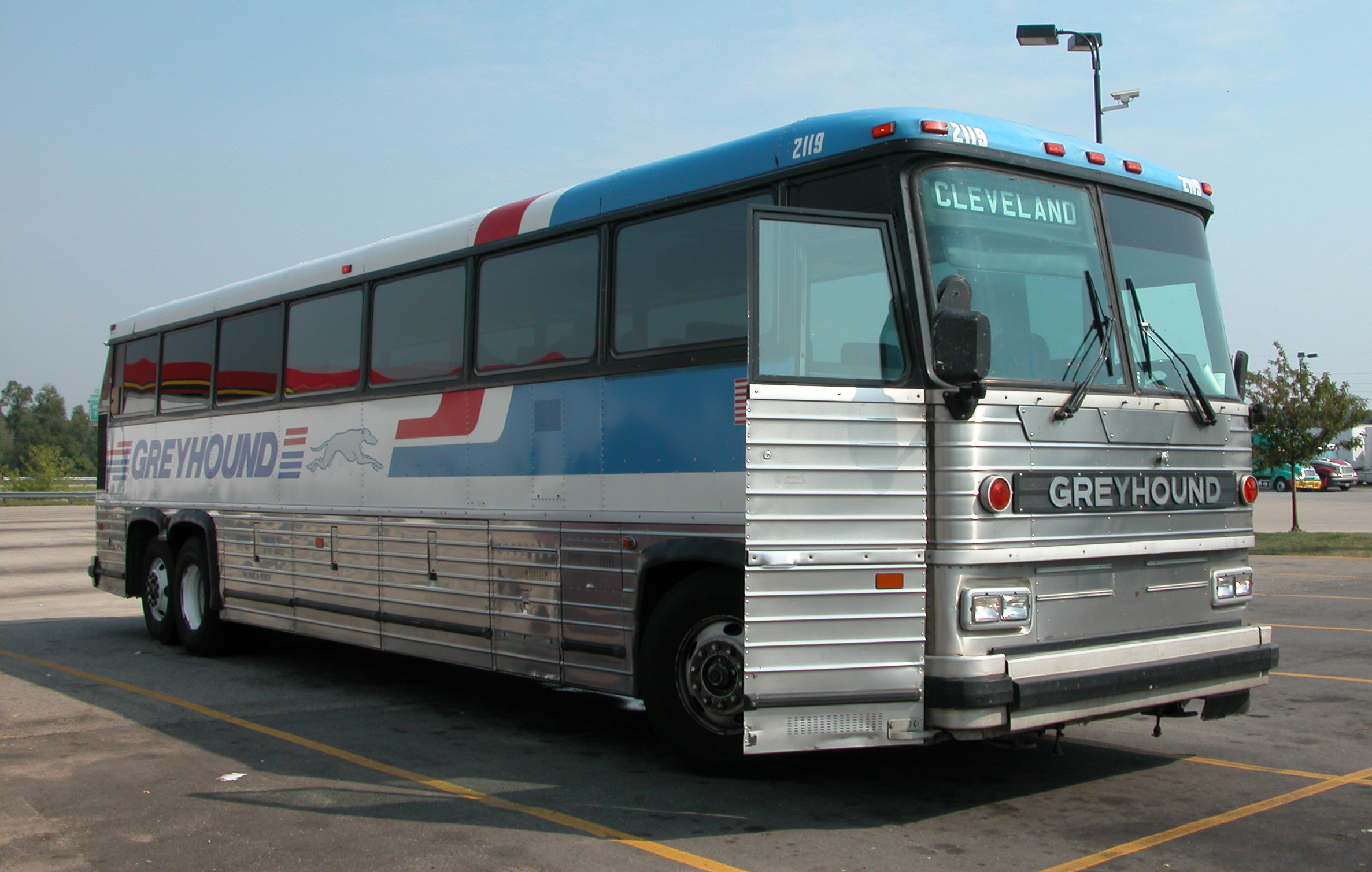
Autobús Greyhound MCI MC-12 Americruiser #2119 en Fremont (Indiana) dirigiéndose a Cleveland, Ohio en agosto de 2003.

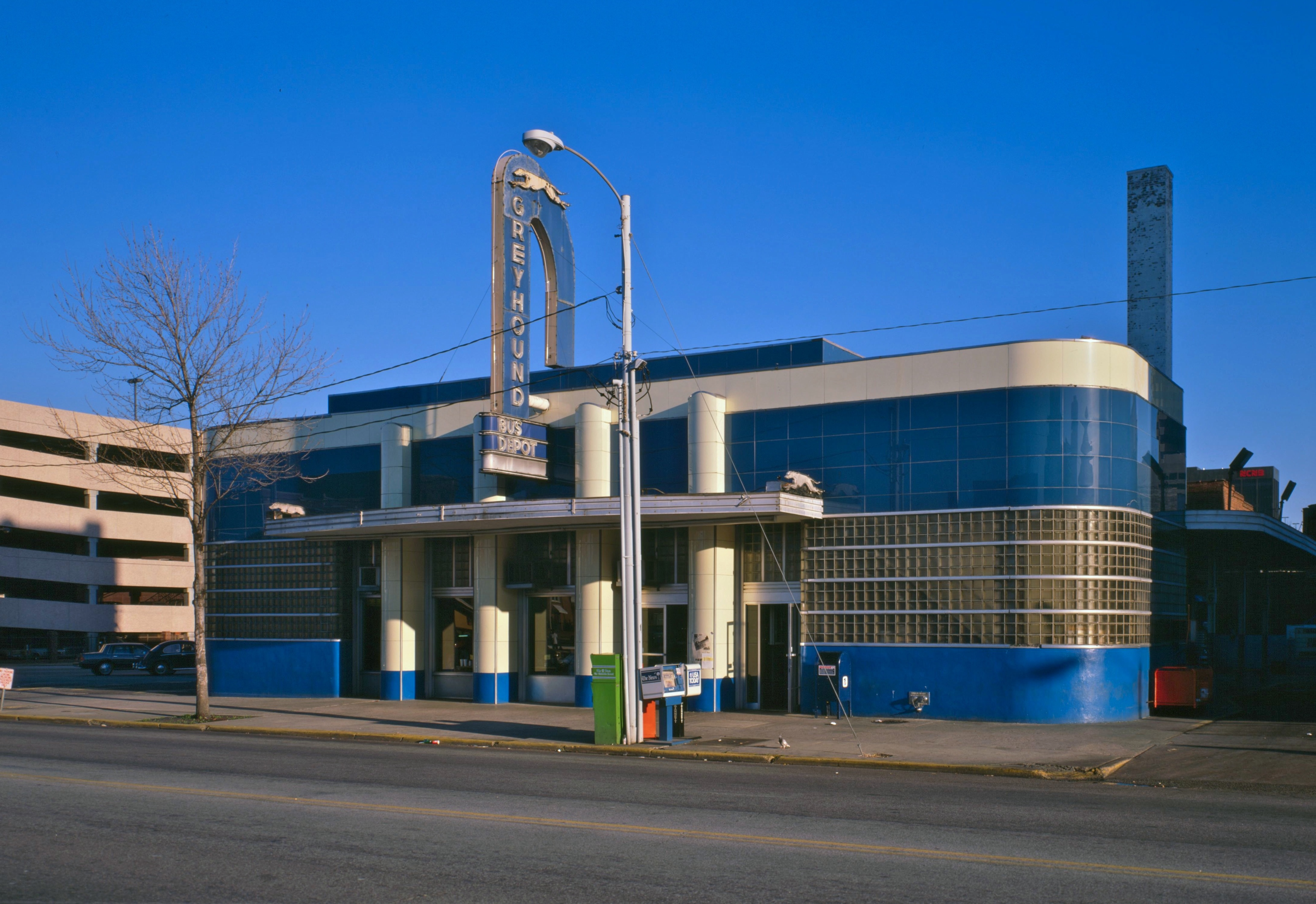
Estación de Greyhound en Columbia (Carolina del Sur), construida en 1938–1939 y mostrada aquí en noviembre de 1986. Greyhound dejó de usarla al año siguiente.

Bajo nueva administración en 1987, encabezada por Currey, Greyhound Lines adquirió Trailways, Inc. en junio de ese año (antiguamente conocida como Continental Trailways), el miembro más grande de National Trailways Bus System, consolidándose como un servicio nacional de autobuses. Greyhound fue requerida por la ICC, como acción para aprobar la fusión, a mantener horarios coordinados con otros operadores de servicios de autobuses en los Estados Unidos.
Tres años después, una nueva huelga comenzó en marzo de 1990. Fue durante esta huelga, combinada con la pérdida de diversificación y fortaleza provista por la empresa propietaria y violaciones a la legislación laboral, que Greyhound tuvo que declararse en bancarrota en junio de 1990. Esta huelga fue mucho más amarga que la ocurrida en los años 1980, con violencia tanto hacia los huelguistas como hacia los trabajadores reemplazantes. Un huelguista en California murió por un bus Greyhound conducido por un rompehuelgas. Al mismo tiempo, Greyhound tenía que enfrentar la aparición de aerolíneas de bajo costo como Southwest Airlines, lo cual redujo el mercado para el transporte interurbano en autobús. La huelga se mantuvo durante 38 meses. Mientras la Junta Nacional de Relaciones Laborales había otorgado daños por prácticas laborales injustas hacia los huelguistas, esta liabilidad fue descartada durante la reorganización por bancarrota.
En 1997, Greyhound Lines adquirió Carolina Trailways, uno de los miembros más grandes de National Trailways Bus System; en 1998, Greyhound adquirió las operaciones interurbanas de Southeastern Trailways. Después de las adquisiciones, la mayor parte de los otros miembros independientes del sistema Trailways comenzaron a asociarse cooperativamente con Greyhound, discontinuaron sus servicios y rutas regulares, se diversificaron entre servicios turísticos y charters, o se retiraron del mercado.

### Administración Laidlaw y reorganización de la red de rutas

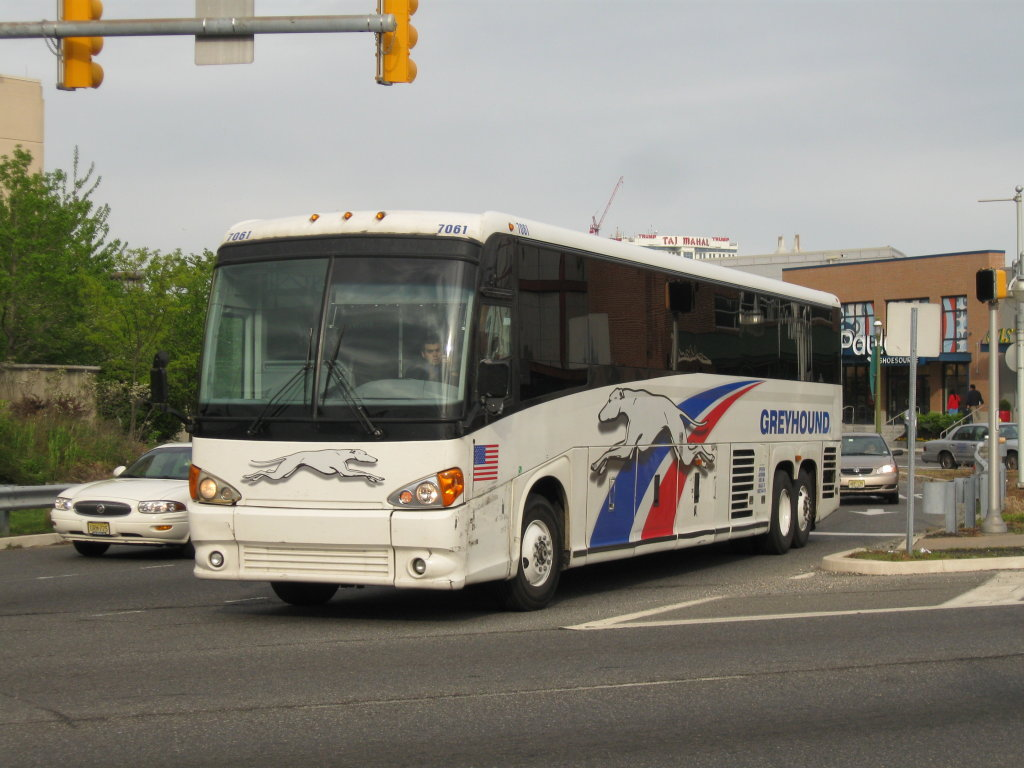
Un autobús Greyhound MCI G4500 con la librea de inicios de los años 2000 en Atlantic City, Nueva Jersey.

En 1999, el conglomerado de transportes Laidlaw Inc. (con sede en Burlington, Ontario) adquirió las operaciones en los Estados Unidos de Greyhound Lines, Inc., incluyendo Carolina Trailways y otras afiliadas a Greyhound. Laidlaw había adquirido con anterioridad Greyhound Canada.
Después de obtener grandes pérdidas mediante sus inversiones en Greyhound Lines y otras partes de sus negocios diversificados, Laidlaw Inc. pidió protección bajo las leyes de bancarrota estadounidense y canadiense en junio de 2001.
Laidlaw International, Inc. (con sede en Naperville, Ilinóis), presentó sus acciones en la Bolsa de Valores de Nueva York el 10 de febrero de 2003 y emergió de la reorganización el 23 de junio de 2003 como el sucesor de Laidlaw Inc. Al momento de presentar su bancarrota, Greyhound entregó un número de áreas, particularmente áreas rurales, entregando las rutas sobre dichas zonas a operadores locales (a menudo con subsidios gubernamentales), principalmente en los estados de las Planicies, partes del Medio Oeste meridional como Wisconsin, y el la costa noroeste del Pacífico. Durante esos cambios de rutas en 2004 y 2005, un número de rutas fue eliminado, siendo una de ellas la ruta de la Interestatal 90 entre Chicago y Seattle. Sin embargo, Greyhound posteriormente restituyó el servicio en algunas de las rutas afectadas, incluyendo la ruta Chicago-Seattle.

### Propiedad de FirstGroup

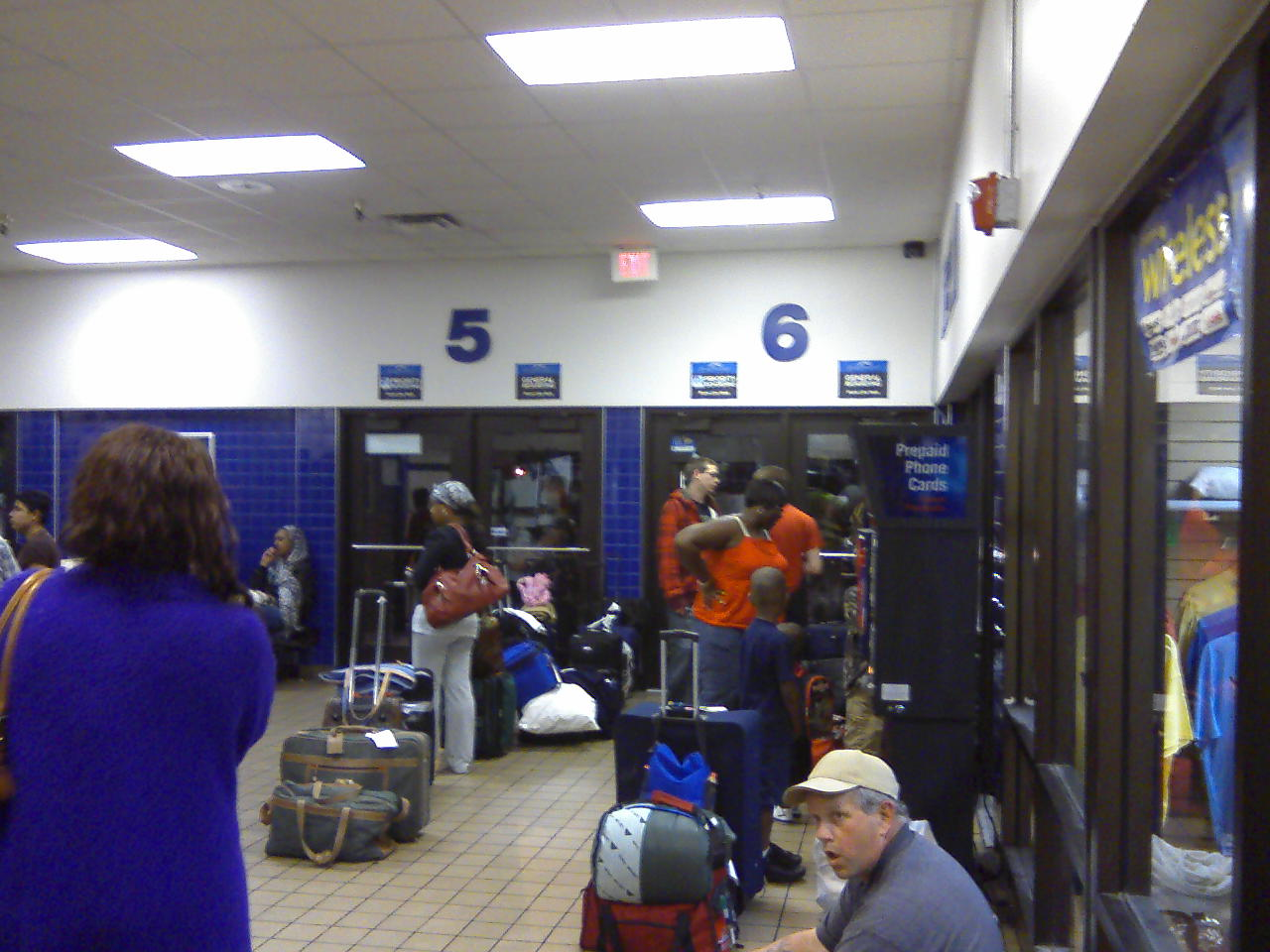
Interior de una estación de autobuses Greyhound en Nashville, Tennessee, en 2010.

El 7 de febrero de 2007, FirstGroup plc de Aberdeen, Escocia, acordó adquirir Laidlaw International por 3600 millones de dólares (alrededor de 1900 millones de libras esterlinas). El acuerdo fue cerrado el 30 de septiembre de 2007. Aunque su intención original era simplemente comprar la división de autobuses escolares de Laidlaw, posteriormente decidieron mantener también la división de los autobuses Greyhound. El nombre de la marca se mantuvo, sin embargo, las marcas de sus subsidiarias no fueron retenidas y desaparecieron de los buses a medida que eran retirados del servicio.
Bajo la administración de FirstGroup surgieron nuevas dudas. Greyhound ha estado bajo críticas por sus prácticas de asignación de autobuses. Aunque los boletos de autobús poseen fecha y hora impresos en ellos, los asientos no están asegurados para todos los pasajeros, y por ende los pasajeros se ubican en los asientos que ellos deseen, dándoles preferencia a quienes se suban primero al autobús. Greyhound añade "secciones" (autobuses) adicionales en períodos de alta demanda, pero el margen requerido para entregar un autobús adicional varía según la ruta y la fecha. Por ende, los pasajeros quizás deben esperar hasta la siguiente hora de salida de un autobús. Poco después de que el acuerdo con FirstGroup fue alcanzado, Greyhound inició un programa en algunos mercados, principalmente en el noreste de Estados Unidos, en donde los pasajeros pueden reservar un asiento por 5 dólares adicionales. Sin embargo, dicha tarifa debía ser pagada en la terminal, incluso si el pasaje fue comprado en línea, y sólo un número limitado de asientos puede ser reservado.

#### El "Nuevo Greyhound"

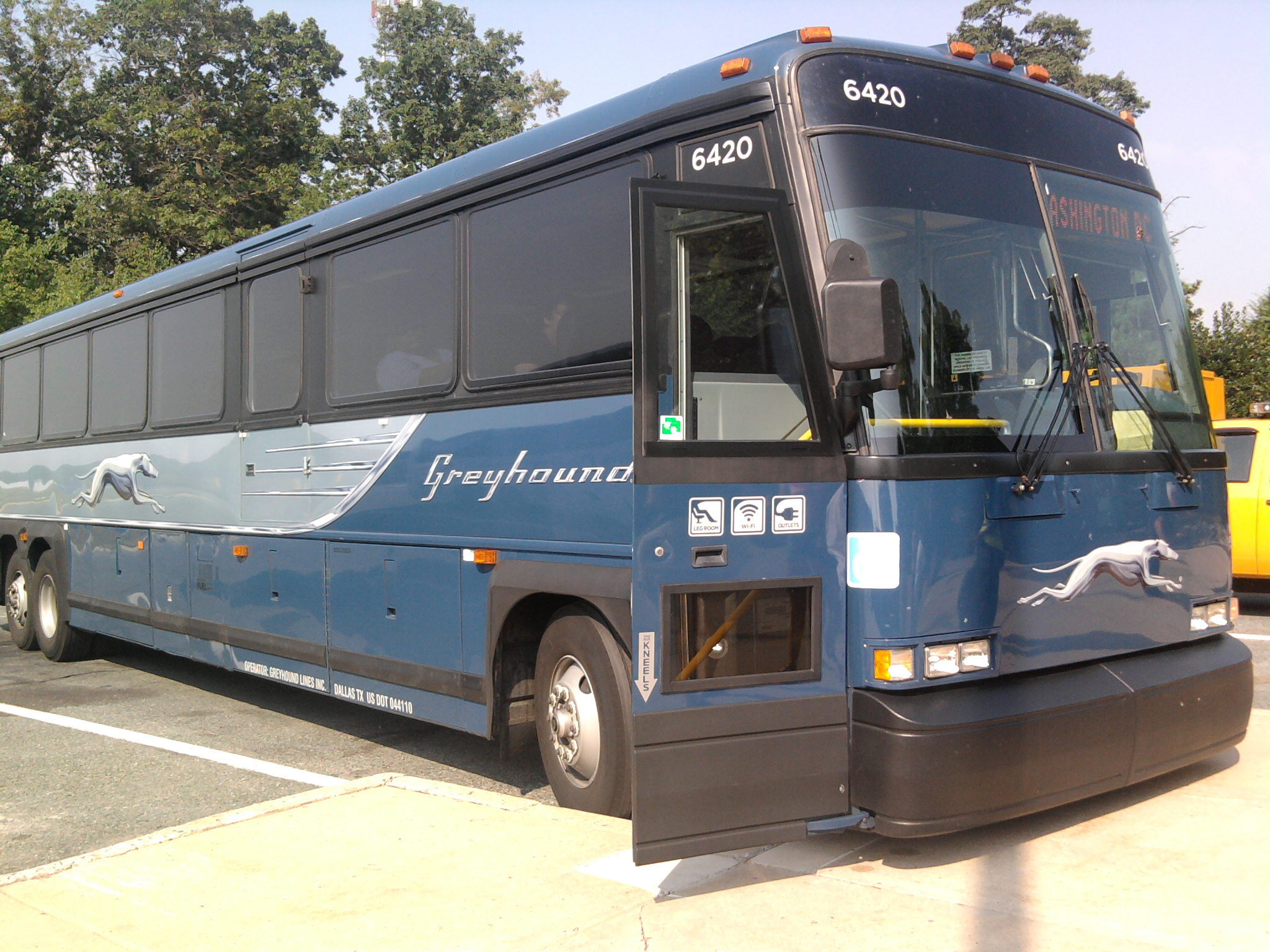
Autobús Greyhound MCI 102DL3 reacondicionado con la nueva librea en 2011.

También bajo la administración de FirstGroup, Greyhound ha buscado mejorar su imagen y crear lo que denominan el "Nuevo Greyhound", invirtiendo 60 millones de dólares para remodelar varias terminales, expandir la flota con nuevos autobuses, reacondicionar autobuses antiguos y contratar personal en las terminales con asociados que fueran capaces de ayudar a quienes tuvieran dudas respecto del sistema de autobuses.
El "Nuevo Greyhound" también vio la introducción de un nuevo logotipo y una librea de color azul marino y gris oscuro para sus autobuses. La empresa está en proceso de pintar todos sus autobuses con los nuevos colores, además de añadir acceso a Internet inalámbrico y nuevos asientos de cuero.

#### Expansión internacional
En 2009 la marca Greyhound, junto con la nueva librea, fue exportada al Reino Unido, con FirstGroup usando el nombre Greyhound (Greyhound UK, en el caso de Inglaterra) para servicios designados para competir contra sus principales competidores en el mercado de buses interurbanos británicos, National Express Coaches y Megabus.